# Thomas Seidl (Informatiker)
Thomas Seidl (* 1966) ist ein deutscher Informatiker und Hochschullehrer.

## Beruflicher Werdegang, Forschung und Lehre
Seidl studierte zwischen 1987 und 1992 Informatik mit Nebenfach Betriebswirtschaftslehre an der TU München. Anschließend setzte er sein Studium an der Ludwig-Maximilians-Universität München fort, wo er unter Hans-Peter Kriegel 1997 zunächst promovierte und 2001 habilitierte. Nach einem Aufenthalt als Gastdozent an der Universität Konstanz folgte er 2002 einem Ruf der RWTH Aachen. 2016 kehrte er als Professor an die Ludwig-Maximilians-Universität nach München zurück, wo er den Lehrstuhl für Datenbanksysteme und Data Mining übernahm.
Seidls Forschungs- und Lehrschwerpunkte liegen in der Datenverarbeitung in Datenbanksysteme mit Fokus auf Anwendungen im Bereich Data Mining, Data Science, Machine Learning und Künstliche Intelligenz.
Seidl sitzt seit 2017 im Direktorium des Leibniz-Rechenzentrums, seit 2018 leitet er zudem das im Zuge der Exzellenzinitiative initiierte und vom Bundesministerium für Bildung und Forschung geförderte Munich Center for Machine Learning als nationalem Kompetenzzentrum für Künstliche Intelligenz. Als Berater unterstützte er in verschiedenen Rollen die bayerische Landesregierung, unter anderem als Mitglied des Bayerischen KI-Rats. Seit 2012 war er in verschiedenen Leitungsgremien der Gesellschaft für Informatik vertreten, seit Gründung der German Data Science Society 2019 ist er Mitglied in deren Beirat.